# VK Uralotschka-NTMK

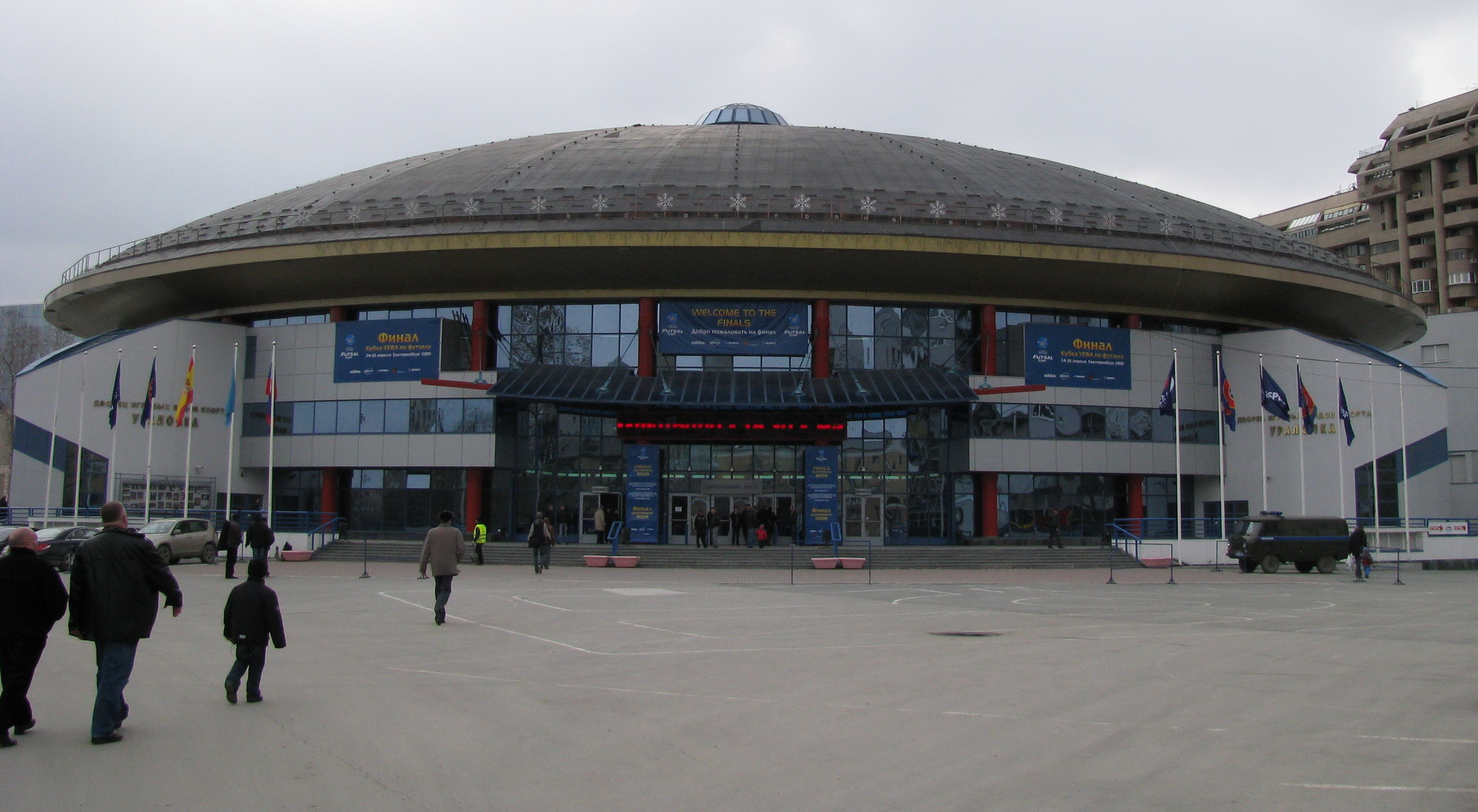
Der DIWS in Jekaterinburg

Der VK Uralotschka-NTMK (russisch волейбольный клуб Уралочка-НТМК) ist ein russischer Frauen-Volleyballverein aus Jekaterinburg (Oblast Swerdlowsk), der 1966 gegründet wurde und mit 26 nationalen Meistertiteln und acht Europapokalsiegen die erfolgreichste Frauenmannschaft Russlands ist.

## Geschichte
Der Verein wurde 1966 als DSO Trud aus dem Schwermaschinenbaukombinat Uraltransmasch heraus gegründet. Im Dezember des gleichen Jahres erwarb der Verein das Recht, an der höchsten Spielklasse der Sowjetunion teilzunehmen. Erster Trainer der Mannschaft wurde A.W. Kiltschewsky. Ab 1968 nannte sich der Verein Uralotschka Swerdlowsk, nachdem er vorübergehend DSO Senit geheißen hatte. 1969 stieg er aus der obersten Spielklasse ab und Kiltschewsky verließ den Verein.
Seit 1969, seit über 40 Jahren, wird die Mannschaft von Nikolai Karpol trainiert, der sie vor allem in den 1970er und 1980er Jahren zu einer Vielzahl von Titeln führte. Zwischen 1986 und 2005 gewann die Mannschaft ununterbrochen alle nationalen Meistertitel. Zudem gewann sie insgesamt elf Mal den Europapokal der Landesmeister und war damit in den 1980er und 1990er Jahren die dominierende Frauen-Volleyballmannschaft Europas.
Zwischen 1991 und 2001 spielte der Verein als Uralotschka Jekaterinburg, bevor er seinen heutigen Namen erhielt. Dabei tritt der Konzern NTMK aus Nischni Tagil als Namenssponsor des Teams auf. Die meisten Heimspiele des Vereins werden im Metallurg-Forum in Nischni Tagil ausgetragen, das 3.200 Zuschauer fasst. Einige wenige Spiele werden auch im Palast der Spielsportarten „DIVS“ in Jekaterinburg ausgetragen, der bis zu 5.000 Zuschauern Platz bietet.

## Erfolge
- Sowjetischer Meister (11): 1978–1982, 1986–1991
- Sowjetischer Vizemeister: 1984, 1985
- UdSSR-Pokalsieger (3): 1986, 1987, 1989
- Russischer Meister (14): 1992–2005
- Gewinner des Europapokals der Landesmeister (8): 1981–1983, 1987, 1989, 1990, 1994, 1995;
- Finalist des Europapokals bzw. der Champions League: 1988, 1991, 1996, 1997, 2000, 2003
- Gewinner des Europapokals der Pokalsieger: 1986
- Finalist des Europapokals der Pokalsieger: 1985
- Finalist CEV-Pokal: 2009.
- Bronzemedaille bei der Volleyball-Klub-Weltmeisterschaft 1992